# Libčany
Libčany település Csehországban, a Hradec Králové-i járásban. Libčany Těchlovice, Lhota pod Libčany, Roudnice, Radíkovice, Radostov és Hvozdnice településekkel határos. Lakosainak száma 943 fő (2024. január 1.).

## Népesség
A település lakosságának változását az alábbi diagram mutatja:
| Lakosok száma | 706  | 725  | 654  | 604  | 612  | 776  | 874  | 905  | 892  | 943  |
|               | 1869 | 1890 | 1921 | 1950 | 1980 | 2001 | 2017 | 2019 | 2022 | 2024 |